# Psyra trilineata
Psyra trilineata là một loài bướm đêm trong họ Geometridae.